# Elektra (opera)

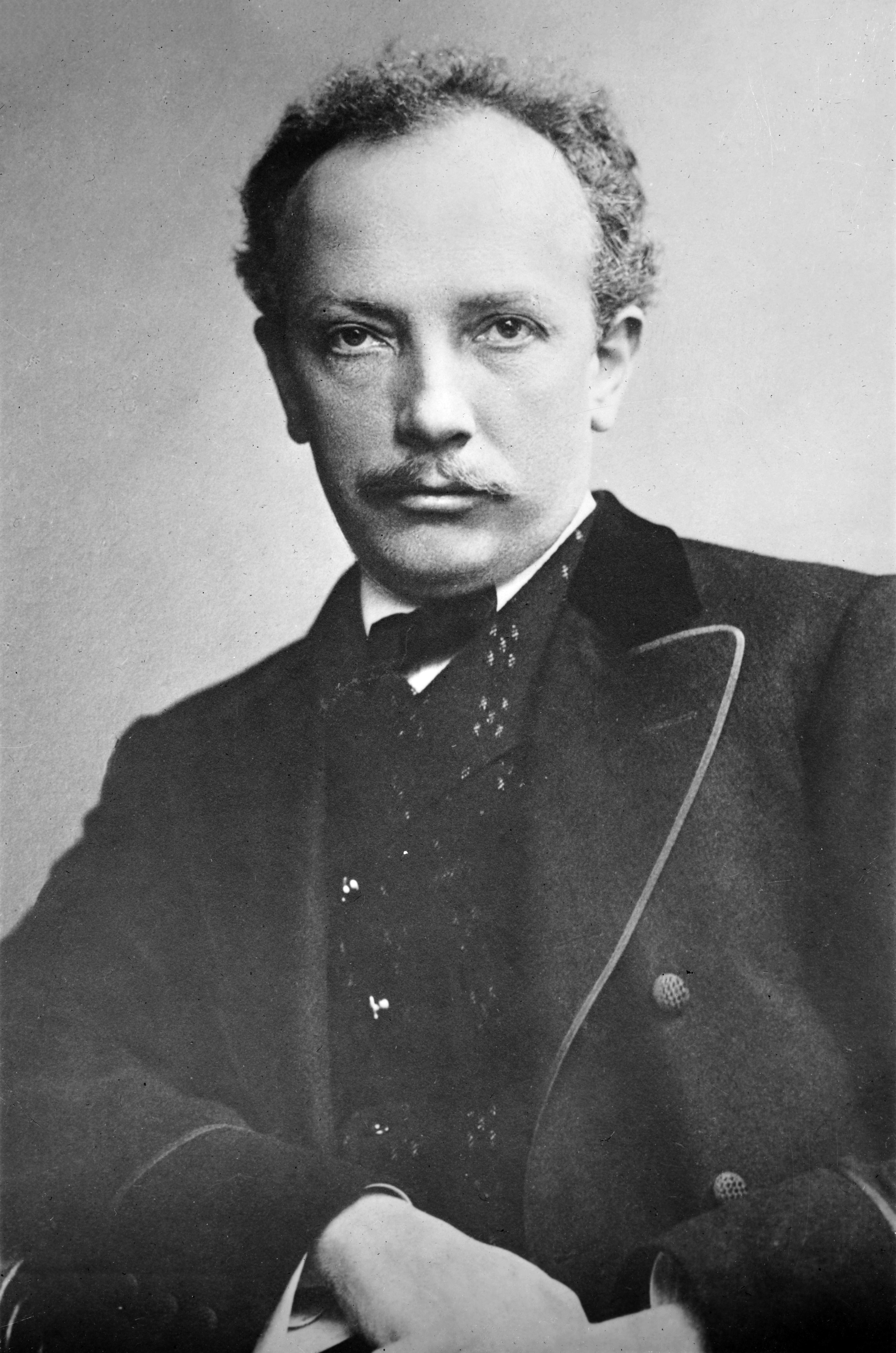
Strauss vid tiden för Elektra

Elektra är en tysk opera i en akt med musik av Richard Strauss. Librettot skrevs av Hugo von Hofmannsthal efter Sofokles tragedi med samma namn. 
Liksom operan Salome tillhör Elektra Strauss tidiga operaverk. En 111 man stark orkester och ett för den tiden djärvt dissonant, starkt expressivt tonspråk. Rollen som Elektra räknas till de allra mest krävande sopranrollerna, med ett register på över två oktaver och där Elektra är inne på scenen under nästan hela föreställningens drygt två timmar långa akt. Operan har en starkt psykologiserande underton i den freudianska skolan. Idag är verket en uppvisningsplattform för dramatiska sopraner i den tyngre klassen.

## Den litterära bakgrunden

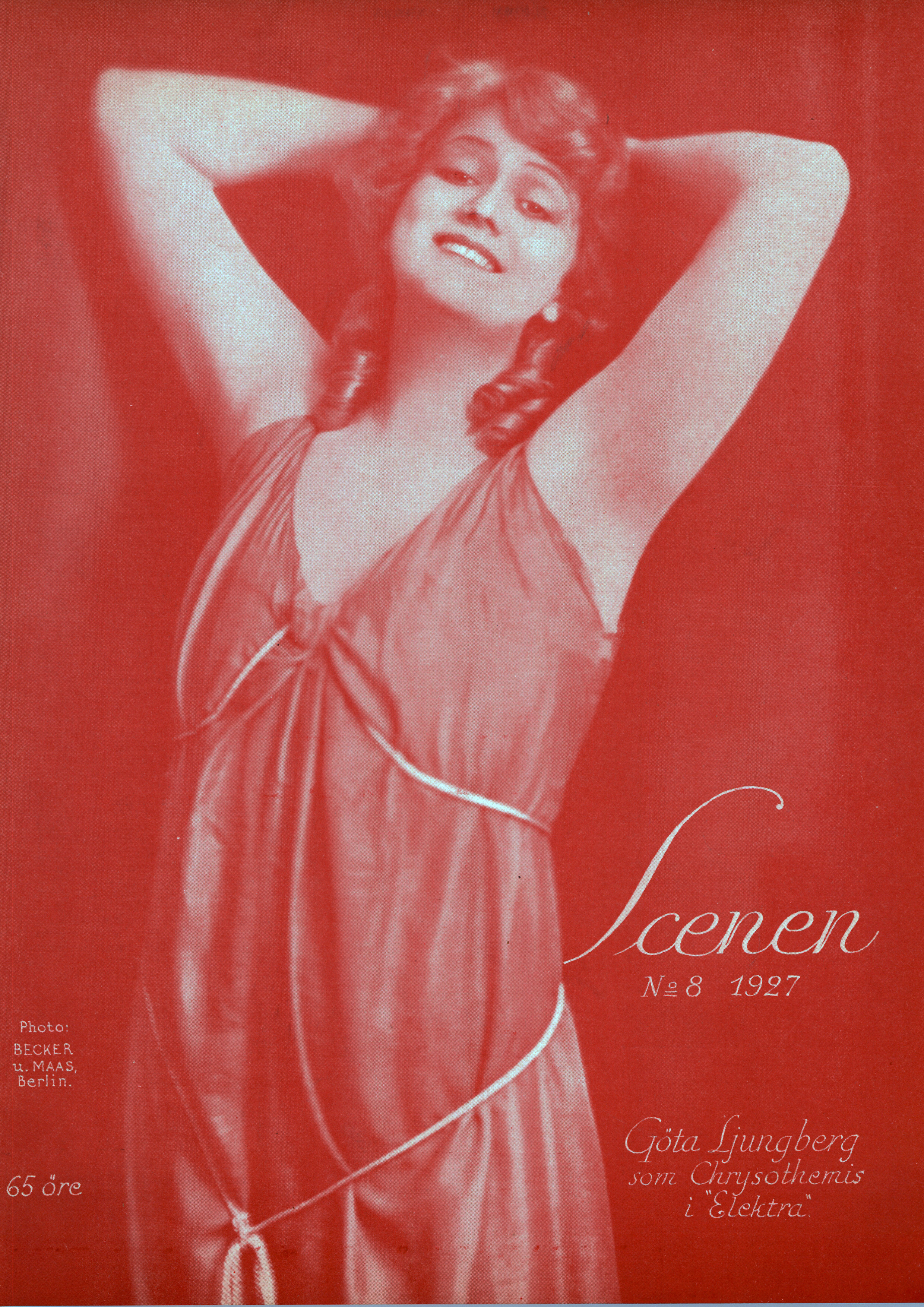
Göta Ljungberg som Chrysothemis på Staatsoper, Berlin. (Omslag till Scenen 1927).

Enligt myten var Elektra dotter till kung Agamemnon av Mykene och drottning Klytaimnestra. Hon hade en bror, Orestes, och två systrar, Ifigenia och Chrysothemis. Kung Agamemnon förenade sig med grekernas expedition mot Troja men deras skepp råkade i stiltje utanför Aulis. Det var jaktgudinnan Artemis som hade stoppar vindarna för att straffa Agamemnon då denne en gång hade dödat en hjort i en helig lund och sedan skrutit om att han var den störste jägaren. För att blidka gudinnan sänder Agamemnon bud till Klytaimnestra att skicka dit deras dotter Ifigenia, som offras vid ankomsten. Vindarna blåser upp och Agamemnon kan segla iväg på den resa som ska hålla honom borta från hemmet i tio år. 
Klytaimnestra kan inte glömma eller förlåta detta offer. Hon tar en älskare, en feg figur vid namn Aigisthos och med honom planerar hon att mörda Agamemnon vid hans hemkomst. Så sker men hon plågas därefter ständigt av ångest på hämnd från sonen Orestes, vilken har tillbringat sin uppväxt i ett fjärran land. Olika versioner finns huruvida det var Klytaimnestra själv som hade förvisat pojken eller om det var hans äldre syster Elektra som gjorde det för att skona hans liv. I sinom tid återvänder Orestes och på order av Apollon mördar han modern och älskaren. Efter detta plågas han i sin tur av erinyerna, hämndgudinnorna, vars funktion var att straffa den som spillde släktblod. 
Orestes skulle även ha straffats om han hade låtit bli att hämnas, för en andra funktion hos erinyerna var att plåga den som inte hämnades dådet på en släkting. Orestes, vars mamma hade mördat hans pappa med en yxa, var hopplöst fången och dömd att straffas vad han än gjorde. Klytaimnestra däremot var inte dömd till samma öde, då man och hustru inte var blodsförvanter. Hon är istället dömd till evig fruktan och förlamande mardrömmar som gradvis bryter ner henne och undergräver hennes hälsa, både fysiskt och mentalt.
Euripides, Aischylos och Sofokles har skrivit dramer om händelsen.

## Historia

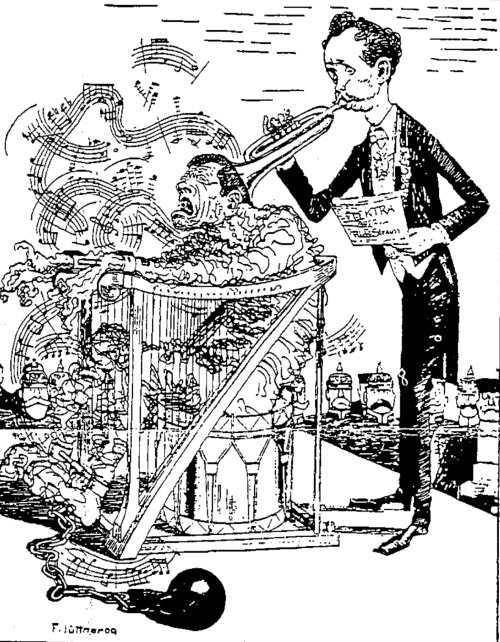
Samtida skämtteckning

Strauss och von Hofmannsthal möttes första gången den 23 mars 1899 på en middag hos poeten Richard Dehmel i Berlin. I mars följande år möttes de åter igen i Paris för att diskutera ett gemensamt projekt, baletten Der Triumph der Zeit (Tidens triumf). von Hofmannsthal skrev en text men Strauss var fullt sysselsatt med en egen balett (den ofullbordade Kythere som var inspirerad av Antoine Watteaus målning Avfärden till Cythere) och ville inte åta sig arbetet med en till. Han komponerade också operan Feuersnot under denna tid. 
1901 skrev von Hofmannsthal sin version av Elektra som blev en tidsmässig fin de siècle-skapelse påverkad av Nietzsches mörka syn på antikens Grekland, av Sigmund Freuds Drömtydning och av den allmänna besatthet av tidens femme fatale, som rådde inom kulturlivet. Han valde Sofokles version, eftersom den enligt honom passade hans syften bäst då personerna framställs som mentalt störda. När pjäsen var färdig bad han sin vän teaterproducenten Max Reinhardt att sätta upp den på sin teater. Men Reinhardt, som bara hade läst översättningar av de gamla antika pjäserna, trodde inte att hans publik skulle uppskatta pjäsernas antika stil och pompösa tal. von Hofmannsthal fick övertala om att hans version skulle tilltala en modern publik. Pjäsen hade premiär i Berlin den 4 oktober 1903 på Max Reinhardts Kleines Theater med Gertrud Eysoldt som Elektra. Förmodligen såg Strauss en av de tre föreställningarna mellan 21 oktober och 7 november, då pjäsen gavs på Deutsches Theater. En tid senare möttes de båda och Strauss sa att han var beredd att tonsätta Elektra. Den 7 mars 1906 frågade von Hofmannsthal om Strauss fortfarande var intresserad och Strauss svarade den 11 mars att:
Jag är mer intresserad än någonsin av Elektra och har redan tagit bort en hel del av texten då den ska passa. Frågan är om jag, direkt efter Salome, fortfarande har kraften att ta mig an ett ämne så likt det förra i många hänseenden med öppna sinnen, eller om jag inte hellre borde vänta några år innan jag närmar mig Elektra, tills jag har fjärmat mig från Salome-stilen. Därför skulle det glädja mig om du hade något annat på lager åt mig, långt från Salome, innan jag tar mig an Elektra. /.../ Ditt sätt stämmer så väl överens med mitt, vi är ämnade för varandra och kommer säkert att åstadkomma vackra ting tillsammans, om du förblir mig trogen.
Strauss hade flera förslag på andra ämnen: legenden om Semiramis, något från renässansen, Cesare Borgia eller Savonarola. Men von Hofmannsthal avskydde renässansperioden och gjorde vad han kunde för att övertala Strauss om att Salome och Elektra var mer olika än lika (27 april 1906):
Både är enaktspjäser, de har ett kvinnonamn i titeln, de utspelas i antiken och både rollerna spelades ursprungligen av Gertrud Eysoldt i Berlin. Där slutar likheten mellan de två. Färgkolören i de två ämnena ter sig för mig helt olika varandra, i Salome dominerar purpur och violett, atmosfären är glödande. Elektra är en blandning av natt och ljus, eller svart och glänsande. Den snabba stegring av händelser som rör Orestes och hans gärningar vilka leder till seger och rening, en sekvens som jag kan tänka mig blir än mer kraftfull med musik, kan inte matchas med något liknande i Salome. /.../ Ni talar om en historia från renässansen. Låt mig få säga Eder detta, ärade herr: Jag tror, och inte bara jag utan alla diktande och skapande människor i vår tid, att det inte finns någon epok som det hyses en sådan vedervilja och klar olust mot som just denna epok.
Strauss var inte övertygad men von Hofmannsthal envisades och fick till stånd ett möte i Wien den 8 maj 1906, då han slutligen lyckades övertala Strauss att börja komponera. Trots detta fortsatte Strauss i sina brev att ständigt återkomma till ämnet Semiramis eller komma med en färdigarbetad synopsis på en opera om Saul und David byggd på Friedrich Rückerts pjäs från 1843. von Hofmannsthal svarade finkänsligt att de kunde ta sig an andra ämnen när de var klara med Elektra. Därefter flöt samarbetet utan problem, bortsett från en liten incident i september då tidningarna fick korn på nyheten att Strauss höll på med en ny opera (en dittills väl förborgad hemlighet). von Hofmannsthal skyndade sig att försäkra att han var oskyldig till läckan. Trots att von Hofmannsthal var författaren var Strauss den mer praktiske teatermannen. Han tänkte hela tiden på publiken, inte bara att texten skulle vara hörbar och begriplig, utan även på rent sceniska lösningar. Vad gällde von Hofmannsthals scenanvisningar för morden på Klytaimnestra och Aigisthos skrev han och undrade (brev den 22 juni 1908):
I slutet förstår jag inte riktigt det sceniska förloppet. Orest[es] befinner sig alltså inne i huset och mittendörren är sålunda stängd. Chrysothemis och tjänarinnorna springer på sid 88 in i huset från vänster. På sid 91 "springer de vilda ut". Ut varifrån? Från vänster eller från mitten? Sidan 93: Chrysothemis kommer utspringande. Varifrån? Genom högra borggårdsporten? Varför? Nog befinner sig Orest i mitten av huset! Varför springer hon tillbaka på sid 94? Varför bankar hon på ytterdörren i slutet? Förmodligen för att den är låst? Var god och svara på mina frågor i detalj.
Själva komponerandet framflöt långsamt beroende på Strauss åtaganden som gästdirigent, operauppsättningar av Salome samt byggandet av hans nya hus i Garmisch. Utöver detta krävde hans tjänst som hovkapellmästare vid Berlinoperan att han dirigerade omkring 60 föreställningar per säsong. Där fanns också musikaliska svårigheter, då Elektras monolog och Klytaimnestras scen skrevs om två gånger. I december 1906 hade Strauss hunnit skriva tillräckligt mycket för att spela upp en del av det för von Hofmannsthal, som skrev till en vän:
Igår spelade och sjöng han några avsnitt för mig och (han sjunger förfärligt förstås) det gladde mig oerhört att höra vad jag har skrivit i den formen, mer än om den hade talats av skådespelare. Han har varit mycket lyckosam (så långt jag kan bedöma) i att kontrastera figuren Elektra mot sin milda syster. Jag tror det blir väldigt bra det här.
Hela operan var färdig den 22 september 1908. Strauss skrev till dirigenten Ernst von Schuch (den 11 september 1908):
| ” | Elektra är klar och finalen är riktigt saftig. Titelrollen måste göras av den mest dramatiska sopran du kan hitta. | „ |

## Repetitionsarbetet och premiären

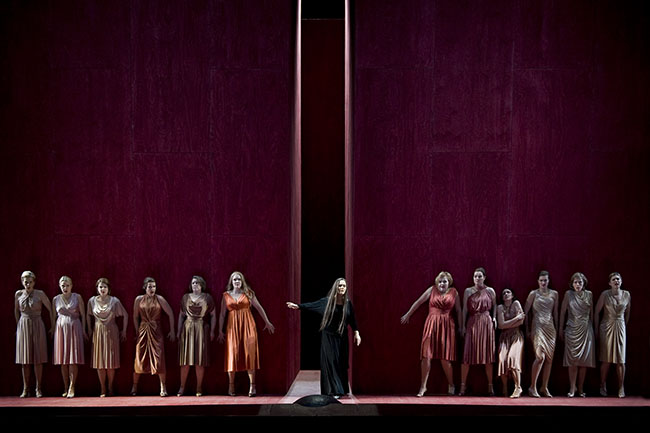
Katarina Dalayman som Elektra på Kungliga Operan i Stockholm 2009

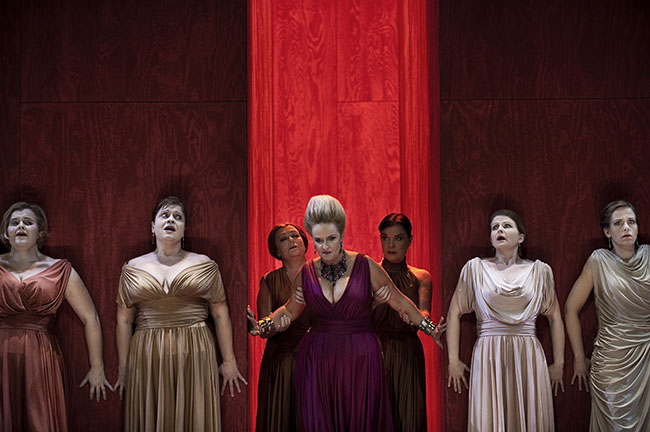
Marianne Eklöf som Klytaimnestra på Kungliga Operan i Stockholm 2009

Redan på ett tidigt stadium hade Strauss bestämt att premiären skulle ske i Dresden. Staden hade haft modet att sätta upp Salome och von Hofmannsthal ville undvika ett eventuellt fiasko i Wien. Rollen som Elektra skulle sjungas av Annie Krull som hade sjungit hjältinnan i Strauss andra opera Feuersnot 1901. Hon var lyrisk sopran och inte den dramatiska som Strauss hade föreskrivit men hon blev mycket prisad för sin rolltolkning. Klytaimnestra sjöngs av Ernestine Schumann-Heinck från Metropolitan Opera i New York. Hon avskydde musiken, sin roll och hela uppsättningen. Till pressen sa hon:
Det var fruktansvärt. Vi var en samling galna kvinnor. Det finns inget bortom Elektra.
Rollen som Chrysothemis sjöngs av Margarethe Siems, som Strauss skulle låta sjunga i sina två närmaste operor; Fältmarskalkinnan i Rosenkavaljeren och Zerbinetta i Ariadne på Naxos. Carl Perron hade sjungit Jochanaan i Salome, nu fick han göra rollen som Orestes (senare skulle han gestalta baron Ochs i Rosenkavaljeren). Dirigenten von Schuch var berömd för sina eleganta musiktolkningar vilket ska ha föranlett Strauss att utbrista under en repetition med orkestern:
Starkare, starkare! Jag kan fortfarande höra sångarna!
Hela sitt liv var Strauss mycket noga med att publiken skulle höra och förstå texten. Vid senare repetitioner erkände han att orkestern spelade för starkt och följaktligen gav han rådet att dirigera verket som Mendelssohns älvmusik och inte som musikaliskt buller.
Premiären var del av en fyra dagars Strauss-festival som började med Elektra den 25 januari, följd av Salome den 26, Feuersnot den 27 och en andra föreställning av Elektra den 28. Flera år senare skrev Strauss om premiären:
Resultatet av premiären, vilket jag som vanligt fick veta i efterhand, blev en måttlig framgång. Angelo Neumann [Strauss impressario] telegraferade rent av från Prag "Fiasko"!
Efter Dresden sattes operan upp i Berlin, München, Wien, Milano, New York, Haag, London, Budapest, Prag och Bryssel. Efter några år blev operan så efterfrågad att Strauss var tvungen att godkänna en orkesterversion för mindre operahus. Var helst den sattes upp orsakade den kontroverser och vann åtskilliga beundrare. I London dirigerades den av Thomas Beecham för fullsatta salonger och besöktes två gånger av den kungliga familjen. Anna von Mildenburg sjöng Klytaimnestra både i Wien och London. Med Elektra hade Strauss nått den yttersta punkten som avantgardistisk kompositör. Fram tills nu hade han varit förgrundsgestalten för den moderna musiken men nu hade han gått så långt som han ville, kunde och önskade. Han skulle aldrig mera utforska Elektras hotande värld och önskade inte heller att återvända dit igen.

### Den svenska premiären 1965
Den svenska premiären ägde rum på Kungliga Teatern i Stockholm den 14 maj 1965 med Birgit Nilsson som Elektra, Barbro Ericson som Klytämnestra, Berit Lindholm som Chrysothemis, Erik Saedén som Orestes och Kåge Jehrlander som Aigisthos. Nilsson kom sedan att räknas till en av de absolut främsta uttolkarna av denna roll, medan Lindholm under sin karriär unikt sjöng alla de tre kvinnliga ledande rollerna: Chrysothemis (1965), Elektra (1975) och Klytaimnestra (1993). 11 september 1993 sattes den upp i regi och scenografi av Folke Abenius och med Laila Andersson-Palme, Anita Soldh, Berit Lindholm, Björn Asker och Lennart Stregård i rollerna. 
Den sattes upp på Göteborgsoperan med premiär den 27 november 1999.

## Ord och toner

### von Hofmannsthals text
När von Hofmannsthal 1901 började skriva en ny version av Sofokles Elektra var han medveten om att han skulle bli anklagad för att imitera Goethe genom bruket av sådant antikt källmaterial. Därför koncentrerade han på en aspekt av Grekland som inte hade något med den "nobla enkelheten och stilla storheten" som karaktäriserade tysk klassicisms idealiserade bild av antiken. Den tyska bilden av antikens Grekland, som den tedde sig mot slutet av 1800-talet, sattes av Nietzsche som betonade de mörka, grymma och brutala elementen av pre-Homerisk Grekland. von Hofmannsthals Elektra är långt från Sofokles pjäs, det är ett grymt, fruktansvärt, starkt stycke mörk teater. Raka motsatsen till Goethes försonande och humanistiska verk Ifigenia på Tauris. 
Vid samma tidpunkt började psykoanalysen göra sitt intåg i litteraturen. Sigmund Freud och Josef Breuer hade 1895 skrivit boken Studier i hysteri, det första psykoanalytiska verket av betydelse. Boken bestod av en serie medicinska fallstudier med efterföljande teorier angående de psykoterapeutiska behandlingarna av hysteriska symptom. En av patienterna som Breuer botade var Anna O (pseudonym för Bertha Pappenheim) som vid 22 års ålder visade de första tecknen på en splittrad personlighet. Hennes tillstånd förvärrades efter faderns död, som hon hade älskat mycket och vars död traumatiserade henne svårt. von Hofmannsthals Elektra uppvisar många paralleller med de symptom som beskrivs i Annas fallstudie, till exempel uppkomsten av två olika tidslinjer i hennes medvetande, det sömngångaraktiga tillståndet framkallat av en sorts självhypnos, de återkommande hallucinationerna, fadersfixeringen och den försämrade relationen till modern. Särskilt påtaglig är den störda sexualiteten hos de båda kvinnorna; hos Anna O "det sexuella inslaget var förvånansvärt outforskat, patienten hade aldrig varit involverad med någon, och i alla hennes massiv sjukdomshallucinationer kom aldrig denna aspekt av hennes inre liv upp till ytan." Sexualitet och död, den sexuella akten och mord, födelse och strypning är för Elektra olösliga föreningar och hon knyter ideligen samman det ena med det andra när hon talar:
Öppna inga dörrar i detta hus! Kvävd luft - usch! - och dödsrosslingar från strypta människor, det är vad som finns inom dessa murar! Gå ifrån dörren bak vilken du hör suckar, de dödar inte alltid någon, ibland är de ensamma tillsammans! /.../ Ah, hon ligger med en, pressar sina bröst mot hans ögon och ger signal till en annan som kravlar upp bakifrån sängen med nät och yxa.
Chrysothemis är Agamemnons minst populära dotter och intar en undantagsställning i den fördömda familjen. Hon är ett ljusets barn, en kvinna som önskar sig livslycka. "Kvinnans lott", Chrysothemis längtan, att bli med barn och föda är motbjudande för systern Elektra. Helst vill Chrysothemis bege sig bort från Mykene. Hennes gestalt är mycket karakteristisk för von Hofmannsthals diktarvärld. Han var i sina verk förtjust i tanken på metamorfosen och ställde som motsats till de statylika hjältarna ofta upp formbara människor (som till exempel i operan Ariadne på Naxos). I dramatisk hänseende behövde Strauss Chrysothemis som en lyrisk motpol till Elektra, trots att båda partierna är komponerade för dramatiska sopraner. Ändå utgör de båda rollerna ett bra exempel på skillnaden mellan en "dramatisk" och en "hög dramatisk" sopran. Hos Chrysothemis låter Strauss dessutom sin melodiska fantasi (hans mest utmärkande musikaliska talang) få fritt utlopp. Partiets sångbarhet är hänförande, det förekommer rent av valsliknande drag, som hos Strauss alltid står för en nära förestående eller önskad lycka.
Det var ett genomgående drag i von Hofmannsthal text att namnet Agamemnon aldrig skulle yttras av någon, som om det var tabu. Inte ens Elektra i sin sorg säger annat än "Vater". Det är Orestes som slutligen bryter förtrollningen i dramat och därefter kan Elektra med stor kraft slunga namnet i ansiktet på Aigisthos medan han blir mördad. Sådana subtila knep ansåg Strauss förhindra det musikaliska dramats förståelighet. Han var mycket tydligt med att Agamemnons namn måste hänga som ett moln över hela situationen ständigt. Det är i denne ominöse figur som dramat har sin startpunkt och varifrån allt skeende startar och slutar. Strauss såg till att Agamemnons namn inte bara nämndes i librettot utan även att operan börjar och slutar med Agamemnons musikaliska motiv. När Elektra gör sin första entré upprepar hon faderns namn till samma motiv så att publiken riktigt ska inse och lära sig känna igen både namnet och dess tema. Elektra beskriver för Orestes hur hon var tvungen att offra sina dyrbara känslor till fadern när hon blev medveten om sin kropps mognad:

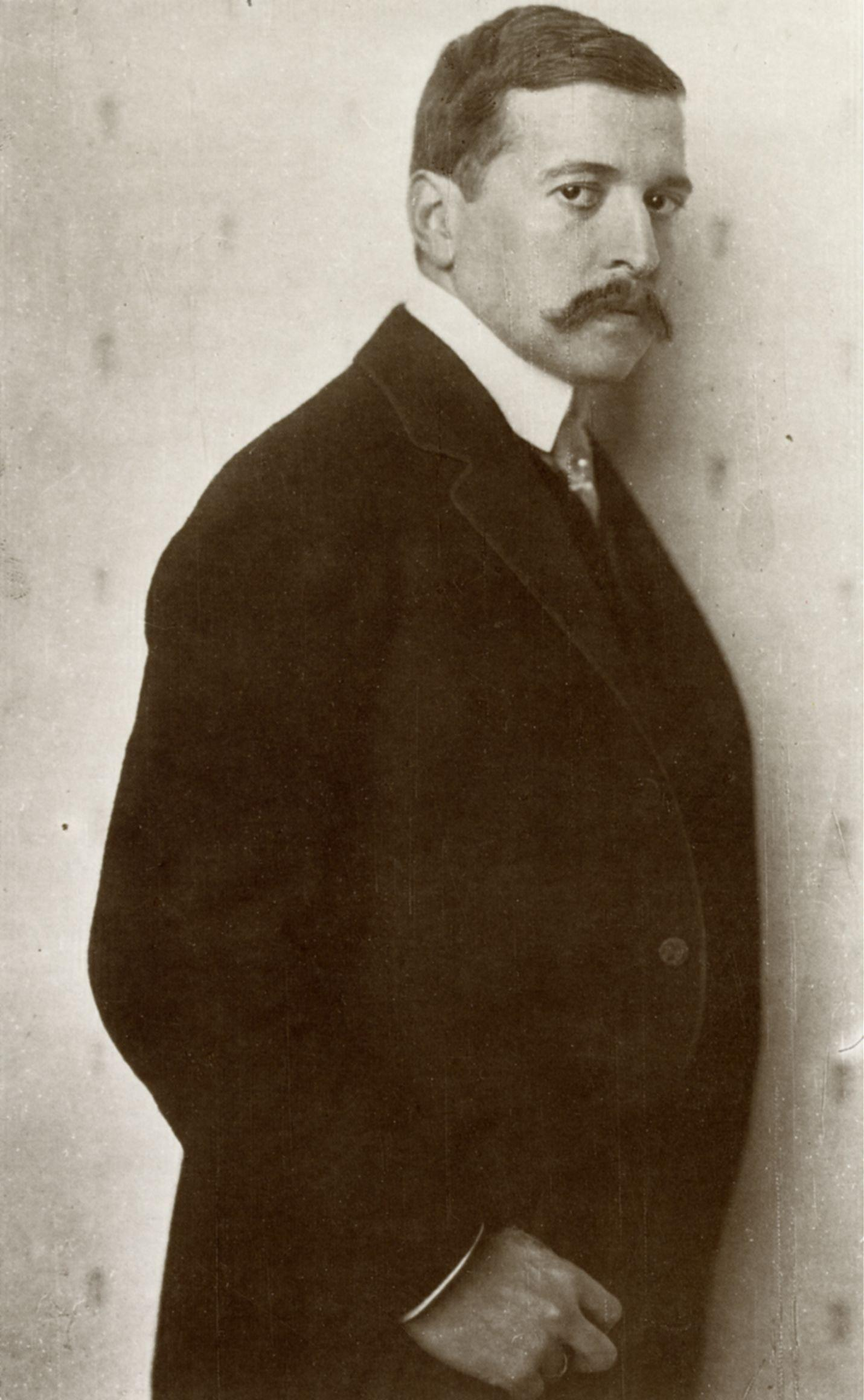
Hugo von Hofmannsthal

Tror du inte att när jag gladde mig åt min kropp, hans suckar och stön trängdes vid min bädd? De döda är avundssjuka och han sänder mig hat, hålögt hat som en brudgum. Sedan var jag tvungen att låta skräcken, andandes som en orm, komma till mig i min sömnlösa bädd, tvingade mig att lära mig allt vad som sker mellan man och kvinna. Dessa nätter, o dessa nätter då jag förstod! Och sedan blev min kropp kall som is, och ändå bränd intill kärnan.
von Hofmannsthals skildring av Klytaimnestra skiljer sig från den antika versionen. I de grekiska dramerna spelar hennes drömmar ingen stor betydelse. Hon är övertygad om att mordet på Agamemnon var rättfärdigat. Genom mordet hämnades hon bara i sin tur Agamemnons mord på deras dotter Ifigenia. Hon drivs inte till vansinne av att ha mardrömmar om sonen Orestes, istället blir hon uppriktigt upprörd av (de falska) nyheterna om hans död. von Hofmannsthal ändrar om henne till en fallstudie och verkar också dra nytta av psykoanalytiska insikter. Forskningen om drömtydning hade just blivit aktuell vid sekelskiftet. Agamemnons mördare, plågad av mystiska mardrömmar, har förträngt minnet av dådet och gör till och med en freudiansk felsägning (borttagen från librettot) i sin hänsyftning på Agamemnons mord i badet när hon pratar om de riter med vilka hon ska slippa mardrömmarna:
Det måste finnas passande riter för allting. Hur man säger ett ord eller en mening, beror mycket på detta. Också tidpunkten! Och huruvida man är mätt eller hungrig. En del dog därför att de tog sig ett bad vid fel tidpunkt.
von Hofmannsthals pjäs är mer än en dramatisering av en patients sjukdomshistoria i historisk klädedräkt. Hans hjältinna kan inte endast kategoriseras som ett rent kliniskt fall av hysteri. Faderns död var trots allt inte en "traumatisk" upplevelse. Den vanliga förutsättningen är bortträngning av traumat, men Elektra har inte förträngt händelsen utan lever ständigt med den och påkallar minnet av den ideligen. Hennes translika, euforiska tillstånd är inte upplevd som skilda från hennes vanliga medvetenhet. Dåtid och nutid kan i själva verket förenas till ett i hennes inre men utan att hon förlorar kontrollen över sina känslor. Om hon envetet frammanar mordet på fadern och ständigt återskapar dådet i sitt inre, gör hon det som hämndens prästinna, vedergällningens poetissa, den kollektiva skuldens röst. Helt klart drivs hon av en grav psykos, men hon drivs också av en etisk fordran. När Chrysothemis desperat förklarar att hon helst vill glömma allt reagerar Elektra med en från librettot borttagen replik:
Glömma? Vad? Är jag ett djur?... Jag är inget djur. Jag kan inte glömma!
Här framkommer det klart att Elektra är mer än en morbid psykologisk studie av arten neurasteni. von Hofmannsthals karaktärer försöker alltid bryta sig loss från sina isoleringar till ett "tillstånd av liv och mänsklighet" som uppnås genom "en gärning genom skapelse eller födelse". I operan Die Frau ohne Schatten önskar kejsarinnan uppleva mänsklighet genom moderskap, i pjäsen Envar blir den rike mannen förlöst genom sina "goda gärningar och Elektra längtar efter "dådet". Orestes som ska utföra dådet ryggar tillbaka från sin "lycka". Strauss gjorde några radikala nerkortningar i texten för att inte tappa det musikaliska flödet och snabba på tempot. Därför är han i operan en ganska blev figur och hans motivation förstås bättre i originaltexten. Han växte upp i ett främmande land ovetande om sin faders död tills han blev vuxen då hans faders lärare berättade om hans öde. Den förr så obekymrade och godtrogne Orestes som älskade livet finns inte längre, han är nu död. Medveten om vad som förväntas av honom säger han till Elektra:
Låt Orestes vara. Orestes är död nu och allting måste ske som det var sagt. Han älskade livet för högt och gudarna däruppe tolererar inte sådana glada utbrott... snabbt tar de fram en pil och spetsar besten vid stammen av hans mörka öde, redan tystlåtet växt endast för honom någonstans långt härifrån. Han måste dö.
Dådet är fatalt för Orestes då det blir grunden för ett nytt brott. von Hofmannsthal planerade att skriva en uppföljare Orestes i Delfi som skulle handla om Orestes försök att rättfärdiga och sona modersmordet. Elektra slutar något otillfredsställande: Elektra var inte kapabel till dådet, hon bidrar inte till Orestes hämnd på modern (hon glömmer till och med att ge honom yxan som hon har sparat) och hennes död bidrar till en flertydig tolkning. Strauss var medveten om detta och bad von Hofmannsthal om ytterligare repliker vilket han mer än gärna gjorde. Elektra har förblivit sitt öde trogen och hon har offrat sig själv för det. Hon kan nu räknas till dem som "fullbordar" och kan kräva "glans" från gudarna för egen räkning. Hon motstod både det fega grupptrycket från alla runtomkring och den enkla lösningen att "glömma". Istället sådde hon "motgångens säd" genom sina ständiga anklagelser för vilka hon nu kan skörda "glädje på glädje". Hennes triumf har stått henne dyrt, hon var "en svartnad kropp bland de levande" men tack vare hennes ihärdiga och envisa ståndaktighet har hon nu fått "livets eld och min flamma förtär all världens mörker". Men hennes seger är en Pyrrhusseger. När hon dansar segerdansen faller hon död ner. Dödsdansen var von Hofmannsthals egen uppfinning för Strauss räkning, eftersom denne uppskattade dansformen som ett sätt att stegra den dramatiska spänningen i Nietzsches mening ("Tragedin föds ur musikens ande") och redan flera gånger hade använt den (i den symfoniska dikten Also sprach Zarathustra, i operan Feuersnot och i synnerhet i Salome). Dramat slutar med att Chrysothemis förgäves ropar på Orestes men möts av en olycksbådande tystnad, föraningen om nästa drama som den hämnande Orestes måste utkämpa. Strauss väljer emellertid att fokusera på Elektras seger.

### Strauss musik
von Hofmannsthals libretto kan delas in i sju avdelningar och partituret är arrangerat med nästan matematisk precision därefter. 
- 1. Prolog - de fem tjänarinnorna.
- 2. Elektra
- 3. Elektra och Chrysothemis (I)
- 4. Elektra och Klytaimnestra

- 5. Elektra och Chrysothemis (II) (inklusive en kort scen mellan två tjänare)
- 6. Elektra och Orestes
- 7. Final - de mördade, Elektras triumfdans och död

Operan är komponerad i två delar med en paus och dubbla taktstreck vid pausen (efter Klytaimnestras scen), varefter repetitionsnumren återgår till 1a. Instrumenteringen är också noggrant avvägd. Stråkarna uppvägs med över 40 träblås- och bleckblåsinstrument däribland heckelfon, essklarinett, två bassetthorn, åtta valthorn (fyra dubblerar på Wagnertuba), en bastrumpet, bastrombon och tuba. Stråkarnas antal är av speciellt intresse. Strauss begärde 24 violiner och 18 viola, indelade i tre sektioner med 8 respektive 6 spelare i varje. Men sex violaspelare ska dubblera på violin och i två avsnitt (Orestes stora scen och finalen) byter de till violin vilket gör 30 sammanlagt och dessa är ibland också indelade i fyra sektioner. Det skulle bli den största orkesterbesättning som Strauss skulle komponera för, inalles 111 musiker (Die Frau ohne Schatten fordrar fyra musiker färre), och används med stor skicklighet. Han skrev till von Hofmannsthal:
När du skriver din text tänk inte på musiken alls. Överlåt det till mig. Skriv ett drama till mig som är fylld med händelser och kontraster, bara några få mass-scener men med två eller tre mycket innehållsrika partier.
När Strauss hade kommit till Igenkänningsscenen mellan Elektra och Orestes bad han von Hofmannsthal att skriva några ytterligare rader till det som skulle komma att bli operans höjdpunkt (brev 22 juni 1908):
Jag behöver en mäktig stund av lugn efter Elektras första skrik "Orest!". Jag ska stoppa in ett delikat smäktande orkestermellanspel medan Elektra blickar på Orestes... Jag kan låta henne stammaden upprepa orden: "Orest, Orest, Orest!" flera gånger. Av återstoden passar endast orden "Es rührt sich Niemand" och "O laß deine Augen mich sehen!" in i stämningen. Kan du inte åstadkomma några underbara rader så stämningen ändras?
von Hofmannsthal producerade åtta lämpliga rader. Med sin osvikliga känsla för teater och tempo visste Strauss att detta var verkets ultimata lyriska klimax. Melodin till Igenkänningsscenens aria kompletteras med öm och bländande tonsatt musik då Elektra njuter av den efterlängtande stunden att få återse sin broder. Det är den mest karaktäristiska "strausska" musiken i hela operan och det enda stället då musiken stannar av och tappar sitt hetsiga humör.
Klytaimnestras mardrömsaria är ett av de mest märkliga musikstycken som Strauss komponerade. Musiken börjar med metalliska skrammel och rasselljud från de smycken som Klytaimnestra bär över hela kroppen, för att senare bli bitonal och atonal då hon beskriver sina drömmar i vilka benmärgen smälter och att "något" kravlar över henne när hon försöker sova. Strauss geniala orkestrering matchar von Hofmannsthals alla erotiska undertoner i texten men musiken är inte endast konstnärlig virtuositet. Den kommer från djupet av Strauss eget psyke och den kvalfyllda vetskapen att hans egen moder var mentalt sjuk. Scenerna mellan Klytaimnestra och Elektra samt de två scenerna mellan Chrysothemis och Elektra är de första av många utsökta möten mellan två kvinnoröster i Strauss operor. I den första scenen mellan systrarna uttrycks åtrån till män på ett adekvat sätt men i den andra återfinns element av erotisk spänning från Elektra till systern. Elektras monolog om blod och hämndbesatthet är brutala föregångare till Marskalkinnans funderingar över tidens gång i Rosenkavaljeren och grevinnans drömmerier om ord och musik i Capriccio. När Elektra hånar Aigisthos och lyser upp vägen till hans död gör hon detta till tonerna av ett embryo som senare skulle ledsaga Octavians retning av baron Ochs i Rosenkavaljeren.

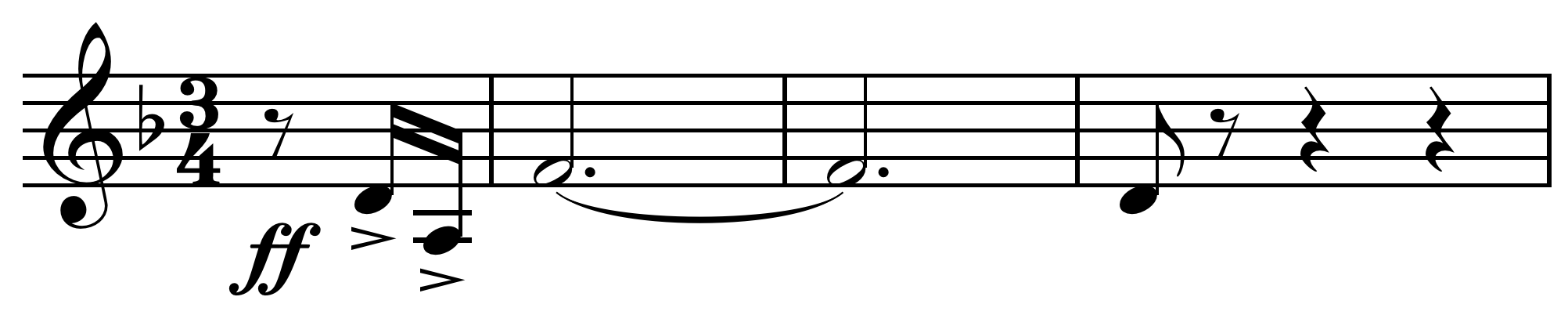
Agamemnons motiv

I finalen dansar Elektra sig till döds i en makaber segerdans. Bortsett från Chysothemis rop på Orestes är det ren orkestermusik i 39 takter fram till slutackordet, ett operagrepp som Strauss inte skulle upprepa förrän 30 senare med operan Daphne. Operan slutar alltså med brutala C-dur ackord men vid det laget har publikens öron vant sig vid den förvrängda tonaliteten att C-dur upplevs konstigt och hotande som all den andra polytonala harmoniken vilken är normen i Elektra. Det finns hänsyftningar till "normal" diatonisk musik i operan såsom i Chrysothemis scener, i Elektras igenkännande av Orestes samt korta stunder när Agamemnons namn nämns. Operan börjar med hans motiv i en enkel treklang i d-moll med full orkester (se bild) och sjungs av Elektra under hennes första monolog.

## Personer
| Roller                            | Stämma      | Rollbesättning vid premiären 25 januari 1909 Dirigent: Ernst von Schuch | Rollbesättning vid svenska premiären 14 maj 1965 Dirigent: Berislav Klobučar |
| --------------------------------- | ----------- | ----------------------------------------------------------------------- | ---------------------------------------------------------------------------- |
| Elektra                           | Sopran      | Annie Krull                                                             | Birgit Nilsson                                                               |
| Chrysothemis, hennes syster       | Sopran      | Margarethe Siems                                                        | Berit Lindholm                                                               |
| Orestes, deras bror               | Baryton     | Karl Perron                                                             | Erik Saedén                                                                  |
| Klytaimnestra, deras mor          | Mezzosopran | Ernestine Schumann-Heink                                                | Barbro Ericson                                                               |
| Hennes förtrogna                  | Sopran      | Gertrude Sachse                                                         | Kjerstin Dellert                                                             |
| Hennes släpbärerska               | Sopran      | Elisabeth Boehm von Endert                                              | Maj-Lis Tollbo                                                               |
| Aigisthos, Klytaimnestras älskare | Tenor       | Johannes Sembach                                                        | Kåge Jehrlander                                                              |
| Orestes uppfostrare               | Bas         | Julius Puttlitz                                                         | Erik Sundquist                                                               |
| En ung tjänare                    | Tenor       | Fritz Soot                                                              | John-Eric Jacobsson                                                          |
| En gammal tjänare                 | Bas         | Franz Nebruschka                                                        | Sven-Erik Jacobsson                                                          |
| Vakterskan                        | Sopran      | Riza Eibenschütz                                                        | Margareta Bergström                                                          |
| Första tjänarinnan                | Alt         | Franziska Bender-Schäfer                                                | Ileana Peterson                                                              |
| Andra tjänarinnan                 | Sopran      | Magdalene Seebe                                                         | Margot Rödin                                                                 |
| Tredje tjänarinnan                | Mezzosopran | Irma Tervani                                                            | Ingeborg Kjellgren                                                           |
| Fjärde tjänarinnan                | Sopran      | Anna Zoder                                                              | Eva Prytz                                                                    |
| Femte tjänarinnan                 | Sopran      | Minnie Nast                                                             | Laila Andersson-Palme                                                        |

## Handling

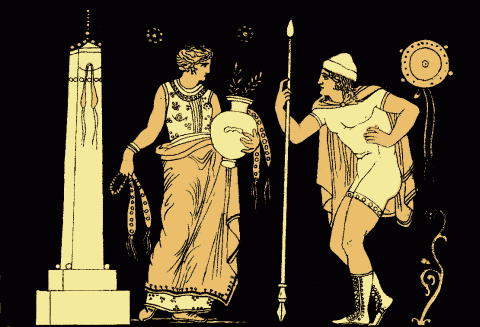
Elektra och Orestes.

Speltid: omkring 1 timma och 40 minuter.
På gården till kungapalatset i Mykene hämtar tjänsteflickorna vatten och diskuterar den mördade kung Agamemnons dotter Elektra, som de är rädda för. Endast den yngsta flickan har medlidande med den misshandlade kungadottern och för detta blir hon piskad av de andra. När flickorna har gått in kommer Elektra ut på gården. Det är just den stunden som hon brukar klaga över mordet på sin far och fantisera om att hon en dag ska hämnas på modern Klytaimnestra och hennes älskare Agisthos, som dödade Agamemnon i badet, och dansa en segerdans med sin syster Chrysothemis och deras landsförvisade bror Orestes. Men Chrysothemis tänker inte i samma banor som Elektra. Hon vill helst glömma det som har varit och få man och barn. Elektra avvisar henne med förakt. Nu kommer Klytaimnestra ut översållad med ädelstenar, men ståten kan inte dölja hennes sinnestillstånd. Hon plågas av mardrömmar och hoppas att Elektra ska ha ett botemedel mot det. Klytaimnestra förklarar sig villig till vilket blodsoffer som helst så att hon kan bli kvitt ångesten för att Orestes ska komma tillbaka och ta hämnd, och i sitt orubbliga hat tillkännager Elektra för sin mor att det är modern som ska bli detta blodsoffer och falla för samma yxa som Agamemnon mördades med. Elektra är i vild extas och Klytaimnestra förlamas av skräck. Plötsligt ger dödsångesten vika för triumf då hennes förtrogna berättar att två främlingar har kommit med bud om att Orestes är död. Vilt skrattande av glädje och galenskap lämnar Klytaimnestra scenen medan Chrysothemis rusar in och berättar den fruktansvärda nyheten för Elektra. 
Nu har Elektra genast klart för sig att hon utan dröjsmål måste fullborda vedergällningen med Chrysothemis hjälp, men systern värjer sig. Elektra förbannar henne och börjar gräva efter mordyxan som hon har gömt vid tröskeln. Då får hon syn på en tyst gestalt som väntar i dörröppningen. Han säger att han väntar på företräde för Klytaimnestra, som vill höra hur Orestes dödades av sina egna hästar. Han märker att hans ord har vållat den hopkrupna varelsen stor smärta och förstår att det är hans syster. Först då tjänarna kastar sig för främlingens fötter inser Elektra att det är Orestes.
Orestes följeslagare går med honom in i huset och snart hörs Klytaimnestras vilda dödsskrik. Inte heller Agisthos undgår sitt öde när han anländer och Elektra ledsagar honom in där snart även han mördas under vilda dödsskrik. Inifrån hörs vapenlarm då Agisthos trogna övermannas och Orestes bärs i triumf genom sin fars palats. Elektra kastar sig ut i en hämningslös segerdans då hon plötsligt segnar livlös till marken och dör.

## Orkesterbesättning
- Träblåsinstrument

3 tvärflöjter (flöjt 3 dubblerar piccoloflöjt 2), piccoloflöjt (dubblerar flöjt 4), 3 oboer (oboe 3 dubblerar Engelskt horn), Heckelfon, 2 klarinetter i a, 2 klarinetter i b, Essklarinett, 2 bassetthorn, basklarinett, 3 fagotter, kontrafagott
- Bleckblåsinstrument

8 horn (horn 5-8 dubblerar på 2 tenorhorn och 2 Wagnertubor), 6 trumpeter, bastrumpet, 2 tenortrombonerer, bastrombon, kontrabastrombon, tuba
- Slagverk

Pukor, bastrumma, tamtam, cymbaler, virveltrumma, klockspel, xylofon, tamburin, kastanjetter, triangel
- Stråkar

2 harpor, 24 violiner (indelade i 3 grupper), 18 Viola (indelade i 3 grupper), 12 celli (indelade i två grupper), 8 kontrabasar
- Klaverinstrument

Celesta

## Elektra och hennes familj i musiken
- Idoménée, opera av André Campra 1712
- Iphigénie en Aulide, opera av Gluck 1774
- Iphigénie uti Tauriden, opera av Gluck 1779
- Idomeneo, opera av Mozart 1781
- Électre, opera av Grétry 1781-82
- Electra, opera av Johann Christian Friedrich Haeffner 1787
- Oresteia, opera av Sergej Tanejev 1887-1894
- Leben des Orest, opera av Ernst Krenek 1930
- Mourning Becomes Electra, opera av Marvin David Levy 1967
- Elektra, opera av Mikis Theodorakis 1992-93

## Elektra och hennes familj i litteraturen
- Orestien, trilogi av Aiskylos ca 458 f.Kr
- Elektra, pjäs av Euripides ca 413 f.Kr
- Orestes, pjäs av Euripides ca 408 f.Kr
- Elektra, pjäs av Sofokles ca 405 f.Kr
- Electra, pjäs av Benito Pérez Galdós 1901
- Klaga månde Elektra, pjäs av Eugene O'Neill 1931
- Electra, pjäs av Jean Giraudoux 1937
- Die Atriden-Tetralogie, versdramer av Gerhart Hauptmann 1941-44
- Flugorna, pjäs av Jean-Paul Sartre 1943
- Elektra, pjäs av Ezra Pound 1949
- Electra, or The dropping of the masks, pjäs av Marguerite Yourcenar 1954
- Elektra, poesi av Danilo Kiš 1995

## Diskografi (urval)
| År          | Roller (Elektra, Chrysothemis, Klytemnestra, Orestes, Aegisthus)                        | Dirigent, Operahus och orkester                                                | Skivmärke                                                   |
| ----------- | --------------------------------------------------------------------------------------- | ------------------------------------------------------------------------------ | ----------------------------------------------------------- |
| 1947        | Erna Schlüter, Paul Schöffler, Ljuba Welitsch, Walter Widdop                            | Sir Thomas Beecham, Royal Philharmonic Orchestra                               | CD: Naxos Cat: 8.111372                                     |
| 1949        | Astrid Varnay, Irene Jessner, Elena Nicolaidi, Herbert Janssen, Frederick Jagel         | Dimitri Mitropoulos, New York Philharmonic orkester och kör                    | CD: Guild Immortal Performances Cat: GHCD 2213/4            |
| 1953        | Astrid Varnay, Leonie Rysanek, Res Fischer, Hans Hotter, Helmut Melchert                | Richard Kraus, Kölner Rundfunk-Sinfonie-Orchester och kör                      | CD: Capriccio Cat: C5008; WDR The Cologne Broadcasts series |
| 1957        | Inge Borkh, Lisa Della Casa, Jean Madeira, Kurt Böhme, Max Lorenz                       | Dimitri Mitropoulos, Wienerfilharmonikerna och and the Wiener Staatsopers kör  | CD: Orfeo Cat: C4569721                                     |
| 1958        | Gerda Lammers, Hedwig Muller-Butow, Georgine von Milinkovic Edgar Evans, Otakar Kraus   | Rudolf Kempe, Royal Opera House                                                | CD: Royal Opera House Heritage Series Cat: ROHS 005         |
| 1960        | Inge Borkh, Marianne Schech, Jean Madeira, Dietrich Fischer-Dieskau, Fritz Uhl          | Karl Böhm, Sächsische Staatskapelle Dresden och Dresden Statsoperas kör        | CD: Deutsche Grammophon Cat: 445329                         |
| 1964        | Astrid Varnay, Hildegard Hillebrecht, Martha Mödl, Eberhard Wächter, James King         | Herbert von Karajan, Wienerfilharmonikerna och Wiener Staatsopers kör          | CD: Orfeo Cat: C298922I                                     |
| 1965        | Birgit Nilsson, Leonie Rysanek, Regina Resnik, Eberhard Wächter, Wolfgang Windgassen    | Karl Böhm, Wiener Staatsopers orkester och kör                                 | CD: Orfeo Cat: C886142I                                     |
| 1967        | Birgit Nilsson, Marie Collier, Regina Resnik, Tom Krause, Gerhard Stolze                | Georg Solti, Wienerfilharmonikerna                                             | CD: Decca Cat: 830302                                       |
| 1980        | Birgit Nilsson, Leonie Rysanek, Mignon Dunn, Donald McIntyre, Robert Nagy               | James Levine, Metropolitan Opera Regi av Brian Large                           | DVD: Deutsche Grammophon, Cat: 073 4111                     |
| 1981        | Leonie Rysanek, Catarina Ligendza, Astrid Varnay, Dietrich Fischer-Dieskau, Hans Beirer | Karl Böhm, Wienerfilharmonikerna Regi av Götz Friedrich                        | DVD: Deutsche Grammophon Cat: 073 4095                      |
| 1988 (live) | Hildegard Behrens, Nadine Secunde, Christa Ludwig, Jorma Hynninen, Ragnar Ulfung        | Seiji Ozawa, Boston Symphony Orchestra och kör från Tanglewood Music Festival  | CD: Decca Cat: 470583                                       |
| 1989        | Éva Marton, Cheryl Studer, Brigitte Fassbaender, Franz Grundheber, James King           | Claudio Abbado, Kör och orkester från Wiener Staatsoper Regi av Harry Kupfer   | DVD: ArtHaus Musik Cat: 100048 Video director: Brian Large  |
| 1990        | Gwyneth Jones, Anne Evans, Leonie Rysanek, Wolfgang Schöne, Ronald Hamilton             | Jeffrey Tate, Orchestre de la Suisse Romande                                   | CD: Claves Cat: 50-2514/15                                  |
| 1990        | Éva Marton, Cheryl Studer, Marjana Lipovšek, Bernd Weikl, Hermann Winkler               | Wolfgang Sawallisch, Bayerska Radions symfonikorkester och Bayerska Radiokören | CD: EMI Classics Cat: 9190                                  |
| 1994        | Hildegard Behrens, Deborah Voigt, Brigitte Fassbaender, Donald McIntyre, James King     | James Levine, Metropolitan Opera orkester och kör Production: Otto Schenk      | DVD: Metropolitan Opera Cat: 811357013274                   |
| 1995        | Deborah Polaski, Alessandra Marc, Waltraud Meier, Falk Struckmann, Johan Botha          | Daniel Barenboim, Staatsoper Unter den Linden                                  | CD: Teldec Cat: 99175                                       |
| 1995        | Hildegard Behrens, Luana DeVol, Leonie Rysanek, Wolfgang Schöne, Daniel Galvez-Vallejo  | Friedemann Layer, Orchestre National de Montpellier                            | CD: Actes Sud Cat: AT 34109                                 |
| 1997        | Alessandra Marc, Deborah Voigt, Hanna Schwarz, Samuel Ramey, Siegfried Jerusalem        | Giuseppe Sinopoli, Wienerfilharmonikerna och kör från Wiener Staatsoper        | CD: Deutsche Grammophon Cat: 453429                         |
| 2004        | Deborah Polaski, Anne Schwanewilms, Felicity Palmer, Franz Grundheber, Graham Clark     | Semyon Bychkov, WDR Sinfonieorchester, Köln                                    | CD: Profil Medien Cat: PH 05022                             |
| 2006        | Eva Johansson, Melanie Diener, Marjana Lipovšek, Alfred Muff, Rudolf Schasching         | Christoph von Dohnányi, Zurich Opera Regi av Martin Kušej                      | DVD: TDK Cat: DVWW-OPELEK                                   |
| 2010        | Iréne Theorin, Eva-Maria Westbroek, Waltraud Meier, René Pape, Robert Gambill           | Daniele Gatti, Wienerfilharmonikerna och kör från Wiener Staatsoper            | DVD: ArtHaus Musik Cat: 101559                              |
| 2014        | Ingela Brimberg, Susanna Levonen, Ingrid Tobiasson, Thomas Lander, Magnus Kyhle         | Rumon Gamba, Norrlandsoperan                                                   | DVD: Unitel Classica 731808                                 |